# Bariera nadmiernej ufności
Bariera nadmiernej ufności – w psychologii jedna z heurystyk wydawania sądów, która automatycznie skłania człowieka do nadmiernego zaufania własnym osądom w porównaniu z cudzymi. 